# Волоочко кордильєрське
Волоочко кордильєрське (Troglodytes pacificus) — вид горобцеподібних птахів родини воловоочкових (Troglodytidae). Поширений на заході Північної Америки.

## Поширення
Вид поширений вздовж тихоокеанського узбережжя Канади і США від Аляски до Каліфорнії. Східна межа ареалу проходить у Вайомінгу та горах Блек-Гіллс у Південній Дакоті. Мешкає у хвойних лісах.

## Опис
Це невелика пташка з короткою шиєю. Часто тримає свій маленький хвіст догори. Оперення червонувато-коричневе як зверху, так і знизу, з темно-коричневими смугами на крилах, хвості, боках і череві. Його дзьоб темно-коричневий, а ноги бліді. Має білуваті надбрівні смужки.

## Спосіб життя
Комахоїдний вид. Активно полює на комах, взимку шукає їх під корою або у гнилій деревині. Також взимку може доповнювати раціон дрібним насінням.

## Підвиди
Виділяють 14 підвидів:
- Troglodytes pacificus alascensis Baird, SF, 1869[3] поширений на островах Прибилова.
- Troglodytes pacificus meligerus (Oberholser, 1900)[4] на крайньому заході Алеутських островів.
- Troglodytes pacificus kiskensis (Oberholser, 1919)[5] зустрічається на західних Алеутських островах.
- Troglodytes pacificus tanagensis (Oberholser, 1919)[6] поширений на заході центральних Алеутських островів.
- Troglodytes pacificus seguamensis Gabrielson & Lincoln, 1951[7] зустрічається на центральних Алеутських островах.
- Troglodytes pacificus petrophilus (Oberholser, 1919)[8] зустрічається на острові Уналашка.
- Troglodytes pacificus stevensoni (Oberholser, 1930)[9] поширений на півострові Аляска.
- Troglodytes pacificus ochroleucus Rea, 1986[10] зустрічається на островах на південь від півострова Аляска.
- Troglodytes pacificus semidiensis (Brooks, WS, 1915)[11] поширений на островах Семіді.
- Troglodytes pacificus helleri (Osgood, 1901)[12]  зустрічається на островах Кадьяк і Афогнак.
- Troglodytes pacificus pacificus Baird, SF, 1864[13] зустрічається на південному сході Аляски , західній Канаді та північному заході США.
- Troglodytes pacificus muiri Rea, 1986[14] поширений у південно-західному Орегоні до центральної Каліфорнії.
- Troglodytes pacificus obscurior Rea, 1986[14] зустрічається у внутрішніх районах західної частини США, а також у прибережних районах центральної Каліфорнії.
- Troglodytes pacificus salebrosus Burleigh, 1959[15] поширений у внутрішніх районах північного заходу США та південного заходу Канади.